# Psylliodes dulcamarae
Psylliodes dulcamarae is een keversoort uit de familie bladkevers (Chrysomelidae). De wetenschappelijke naam van de soort werd in 1803 gepubliceerd door Koch.
Deze kever behoort tot de aardvlooien (Halticinae) en voedt zich met bitterzoet (Solanum dulcamara).